# Sorin Dăscălescu
Sorin Dăscălescu (n. 23 aprilie 1964, Ploiești, România) este un matematician român, profesor universitar la Facultatea de Matematică și Informatică a Universității din București, membru corespondent al Academiei Române (din 2021).